# Piros lap

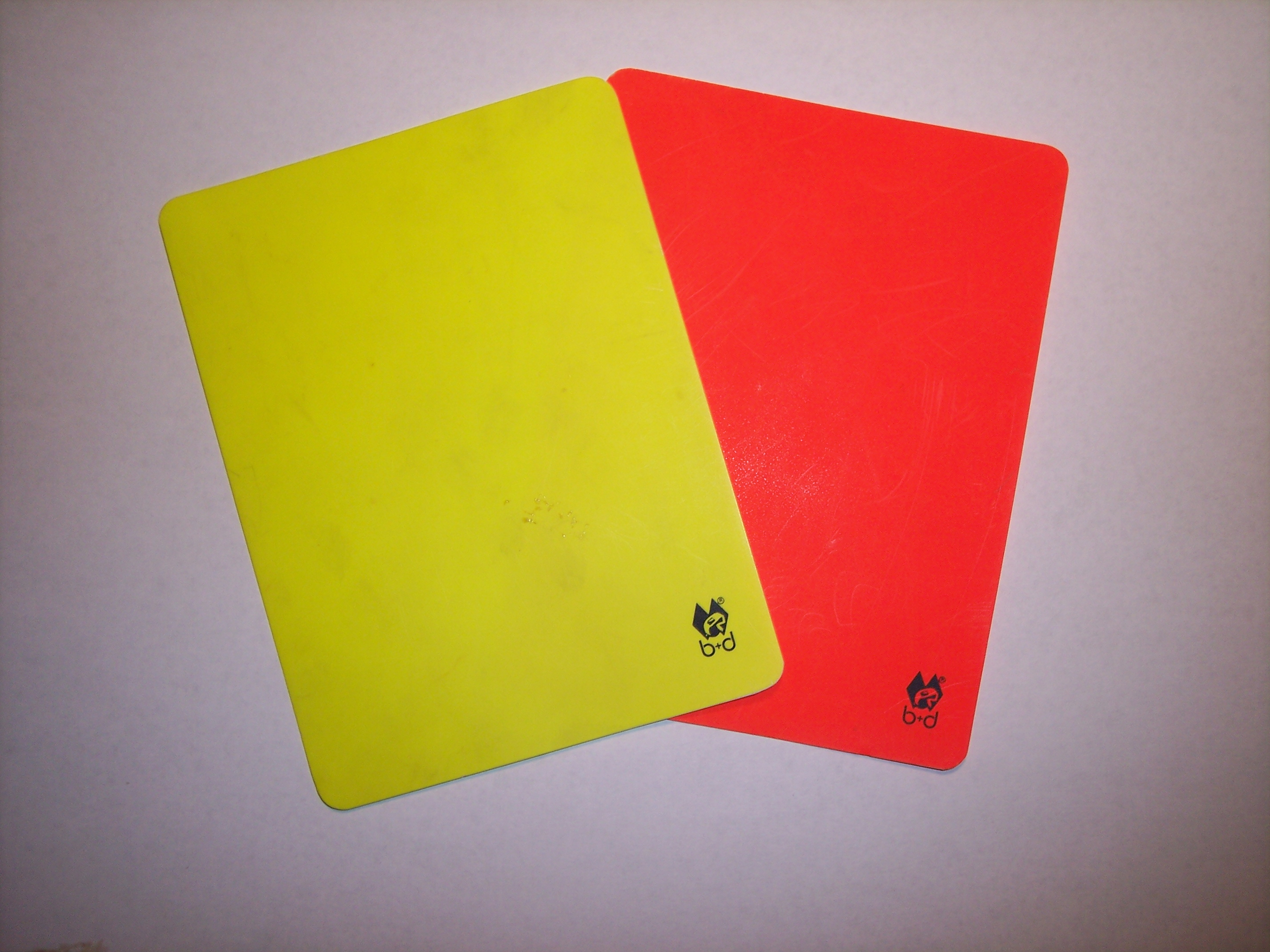
Sárga és piros lap

A piros lap és a sárga lap fontos figyelmeztető eszközök a csapatsportokban. A sárga lapos figyelmeztetésnél a piros lappal való figyelmeztetés a súlyosabb.

## Története
A piros lap története összefonódik a sárga lap történetével.

## A labdarúgásban
Az MLSZ Versenykiírásának 37. §-a szerint a szabálytalanságok elkövetőivel szemben a játékvezető az alábbiak szerint jár el 
1) sárga kártya felmutatásával figyelmezteti a játékvezető azt a játéktéren lévő, illetve lecserélt, vagy becserélendő labdarúgót, aki elköveti a játékszabályok szerint figyelmeztetést maga után vonó szabálytalanságok valamelyikét;
2) sárga lappal figyelmezteti a játékvezető, majd közvetlenül ezután a piros kártya felmutatásával állítja ki azt a játéktéren lévő, illetve lecserélt, vagy becserélendő labdarúgót, ha az ugyanazon a mérkőzésen ismételten vét a játékszabályok ellen, és ezért újabb sárga lapos figyelmeztetésben kellett részesíteni;
3) a játékvezető piros kártya felmutatásával állítja ki azt a játéktéren lévő, illetve lecserélt, vagy becserélendő labdarúgót, aki elköveti a játékszabályok szerint kiállítást maga után vonó szabálytalanságok valamelyikét.
Az MLSZ, illetve a megyei (budapesti) igazgatóságok által kiírt versenyeken, bajnokságokban, kupákban a játékvezetőknek egységesen alkalmazni kell a sárga és piros kártyát (lapot) a játékszabályok ellen vétő labdarúgó figyelmeztetésére, vagy kiállítására.
Minden labdarúgó a bajnokság vagy kupamérkőzésen kapott sárga lapos figyelmeztetését külön-külön kell nyilvántartani. A labdarúgó az adott bajnokság 5. vagy kupa mérkőzésén elért 3. sárga lapos figyelmeztetését követően a soron következő egy bajnoki, vagy kupamérkőzésen
nem rendelkezik játékjogosultsággal
Amennyiben a labdarúgó, aki az adott bajnokság 5. vagy a kupa mérkőzésen elért 3. sárga lapos figyelmeztetéséért járó automatikus egy bajnoki- vagy kupamérkőzésre szóló eltiltását a jogosulatlan játéka miatt indított versenyügy jogerős lezárásáig nem tölti le, ellene fegyelmi eljárást kell kezdeményezni.
Azon a mérkőzésen, ahol az 5. illetve 3. sárga lappal rendelkező játékos jogosulatlanul szerepelt, a játékvezető által adott sárga vagy piros lap érvényes, nem törölhető.
Átigazoláskor a sárga lapos figyelmeztetések és az eltiltások nyilvántartása az alábbiak szerint történik:
1) a c) pont szerint nyilvántartott sárga lapos figyelmeztetést a labdarúgó átigazolásakor magával viszi. Bajnoki osztálytól függetlenül az új sportszervezetében az alábbiak szerint kell nyilvántartani, illetve a kiállítást követő eltiltást letölteni: felnőtt, felnőtt tartalék, utánpótlás bajnokság korosztályonként feltüntetve, Magyar Kupa.
2) felnőtt kupamérkőzés sárgalapjait, illetve a kiállítást követő eltiltást az új sportszervezet felnőtt kupa mérkőzésein (típusonként külön-külön) kell nyilvántartani, illetve letölteni.
Az MLSZ, vagy a megyei (budapesti) igazgatóság az adott bajnoki-, kupa-, torna forduló után megjelenő hivatalos lapjában (közlönyében), internetes honlapján köteles szerepeltetni a fordulóban sárga lapot kapott játékosokat. A versenyjegyzőkönyv alapján a sárga lapos figyelmeztetésekről mind a labdarúgó szakosztályoknál, mind a labdarúgó szövetségnél (a versenyjegyzőkönyv alapján) nyilvántartást kell vezetni.
Ha a mindenkor hatályos ügyviteli rendszerben a mérkőzésjegyzőkönyvvel kapcsolatban adatprobléma merül fel, akkor a helyszínen lévő játékvezetővel kell tisztázni azt, hogy név szerint ki kapott sárga lapos figyelmeztetést. Ha a játékvezető eltávozása miatt ez már nem
lehetséges, akkor a versenyrendszert kiíró szövetségnél kell tisztázni a sárga lappal figyelmeztetett játékosok neveit, a mérkőzést követő 3 napon belül.
i) Nem kell felvenni a nyilvántartásba azt a sárga lapos figyelmeztetést, amelyet olyan játékos kapott, akit a mérkőzés folyamán később kiállított a játékvezető. Ha a kiállított játékos ellen indított fegyelmi eljárás megszüntetésre kerül, a mérkőzésen kapott sárga lapos figyelmeztetését nem kell nyilvántartásba venni.
A válogatottak mérkőzésén, tornáján szerzett sárga lapos figyelmeztetéseket nem kell nyilvántartásba felvenni.
A bajnokság-, a kupa-, a torna sorozat végén a sárga lapos figyelmeztetések (3. vagy 5. sárga lapos figyelmeztetés utáni egy mérkőzéstől való eltiltás is) törlődnek.

## A futsalban
Piros lap (Kiállítás): A kiállított játékos nem ülhet le a kispadra, hanem be kell mennie az öltözőbe. Csapata azonban 2 perc után kiegészülhet egy másik játékossal. Ha a "pillanatnyilag" kevesebb létszámmal játszó csapat a 2 perces büntetőidő alatt gólt kap, akkor a gól után azonnal kiegészülhet. Amennyiben több kiállított játékos van csak az egyik térhet vissza.

## A kézilabdában
A kézilabdában lehetséges egy játékos időleges kiállítása (2 perces büntetés) vagy kizárása (piros lap).